# John Warner
 Der er flere personer med dette navn, se John Warner (flertydig). (Se også artikler, som begynder med John Warner)
John William Warner (født 18. februar 1927 i Washington D.C., død 25. maj 2021 i Alexandria, Virginia) var en amerikansk politiker, som senator repræsenterede Virginia og Det Republikanske Parti fra 1979 indtil 2009. Han var flådeminister (Secretary of the Navy) fra 1972-1974. Han har været gift med skuespillerinden Elizabeth Taylor mellem 1976 og 1982.
John Warner stillede første gang op til et politisk hverv i 1978, da han forsøgte at blive valgt til senatet i Virginia. Han var på det tidspunkt mest kendt for at være gift med Elizabeth Taylor, og han blev kun nummer to i det republikanske primærvalg. Da vinderen omkom i en flyulykke to måneder senere, blev Warner valgt som kandidat og vandt valget med 50,17 % af stemmerne. Siden er han blevet genvalgt fire gange.
John Warner er en meget respekteret formand for senatets forsvarsudvalg.
John Warner er ikke i familie med den tidligere guvernør i Virginia Mark Warner.